# Municipio de Hampden (Kansas)
El municipio de Hampden (en inglés: Hampden Township) es un municipio ubicado en el condado de Coffey en el estado estadounidense de Kansas. En el año 2010 tenía una población de 128 habitantes y una densidad poblacional de 1,67 personas por km².

## Geografía
El municipio de Hampden se encuentra ubicado en las coordenadas 38°11′35″N 95°40′47″O / 38.19306, -95.67972. Según la Oficina del Censo de los Estados Unidos, el municipio tiene una superficie total de 76.5 km², de la cual 57,14 km² corresponden a tierra firme y (25,3 %) 19,36 km² es agua.

## Demografía
Según el censo de 2010, había 128 personas residiendo en el municipio de Hampden. La densidad de población era de 1,67 hab./km². De los 128 habitantes, el municipio de Hampden estaba compuesto por el 98,44 % blancos, el 0,78 % eran afroamericanos y el 0,78 % eran de una mezcla de razas. Del total de la población el 0,78 % eran hispanos o latinos de cualquier raza.